# Evangelos Zappas
Evangelos Zappas (græsk: Ευαγγέλης Ζάππας; 1800 i Labova e Kryqit, nutidens Albanien – 19. Juni 1865 i Broşteni (Ialomiţa), nutidens Rumænien) var en græsk forretningsmand og mæcen. Under den græske revolution tog han del i flere slag og steg i graderne til at blive major. Efter Grækenlands uafhængighed bosatte han sig i Valakiet, hvor han ophobede en formue og blev en af Østeuropas rigeste mænd. I 1859 finansierede han gennemførslen af forløberen for de moderne Olympiske Lege. Derudover finansierede han talrige institutioner og skoler, men også sportshaller og udstillingsbygninger.